# Đài thiên văn vô tuyến quốc gia
Đài thiên văn vô tuyến quốc gia (National Radio Astronomy Observatory- NRAO) là một Trung tâm nghiên cứu và phát triển được tài trợ liên bang của Quỹ khoa học quốc gia Hoa Kỳ hoạt động theo thỏa thuận hợp tác của Associated University, Inc cho mục đích thiên văn vô tuyến.  NRAO thiết kế, chế tạo và vận hành các kính thiên văn vô tuyến có độ nhạy cao của riêng mình để các nhà khoa học trên thế giới sử dụng.

## Địa điểm

### Charlottesville, Virginia
Trụ sở chính của NRAO được đặt trong khuôn viên của Đại học Virginia ở Charlottesville, Virginia.  Trung tâm Khoa học ALMA Bắc Mỹ và Trung tâm Công nghệ NRAO và Phòng thí nghiệm Phát triển Trung tâm cũng được đặt tại Charlottesville, Virginia.

### Green Bank, West Virginia

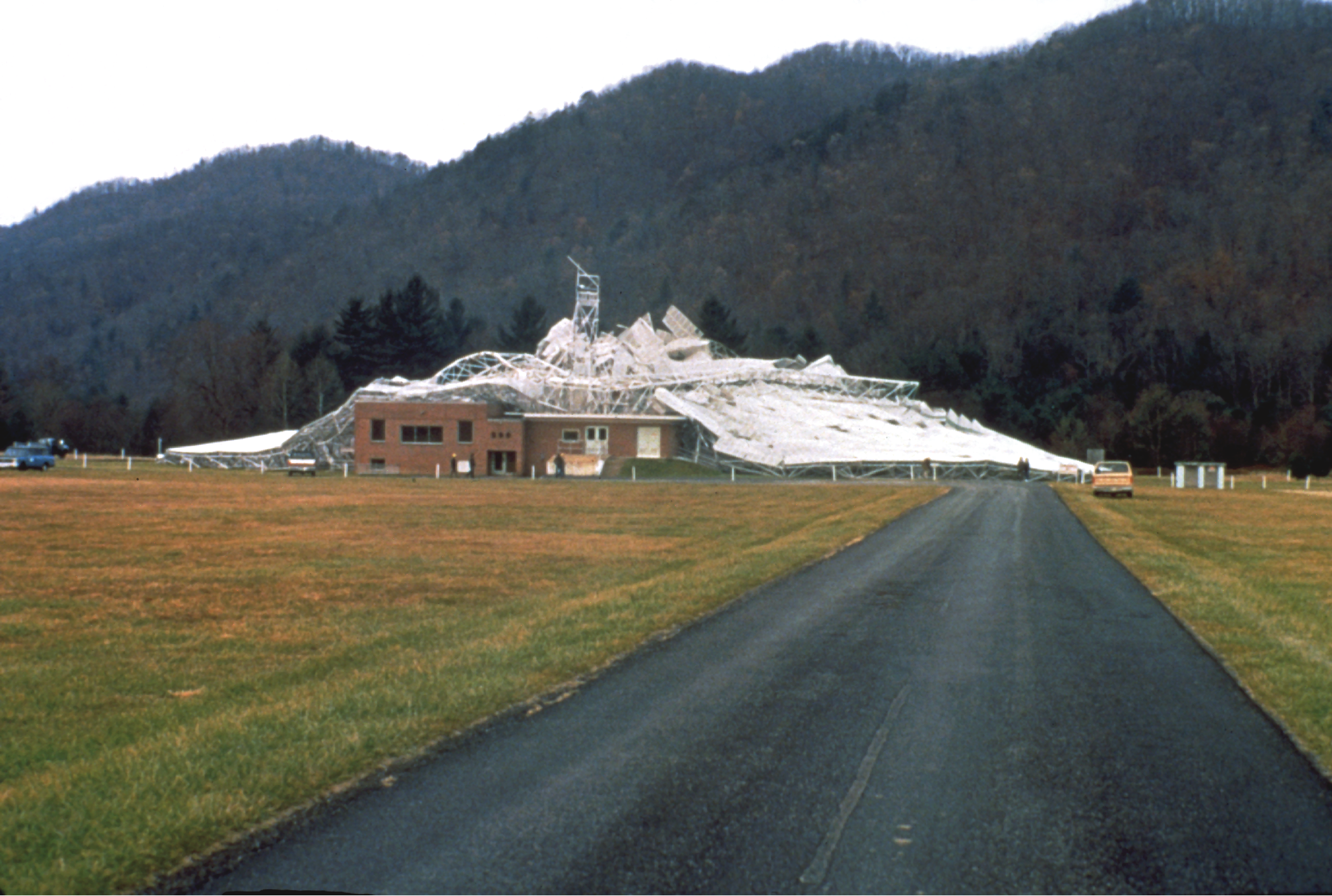
Kính thiên văn 300ft sau khi sụp đổ năm 1988

Kính thiên văn Green Bank 100 mét.

NRAO, cho đến tháng 10 năm 2016, là tổ chức điều hành kính viễn vọng vô tuyến có thể điều khiển hoàn toàn lớn nhất thế giới, Kính viễn vọng Green Bank của Robert C. Byrd, tọa lạc gần Green Bank, West Virginia.  Đài quan sát chứa một số kính viễn vọng khác, trong số đó có 140 foot (43 m)   kính viễn vọng sử dụng giá treo xích đạo không phổ biến cho kính viễn vọng vô tuyến, ba 85 foot (26 m)   kính viễn vọng hình thành Giao thoa kế Ngân hàng Xanh, cao 40 foot (12 m)  kính viễn vọng được sử dụng bởi các nhóm và tổ chức trường học để nghiên cứu quy mô nhỏ, một chiếc còi cố định được chế tạo để quan sát nguồn phát thanh Cassiopeia A, cũng như tái tạo ăng-ten gốc do Karl Jansky chế tạo trong khi ông làm việc cho Bell Labs sự giao thoa được phát hiện là sóng vô tuyến tự nhiên chưa biết trước đây do vũ trụ phát ra.
Green Bank nằm trong Khu vực yên tĩnh của Đài phát thanh quốc gia Hoa Kỳ, được NRAO phối hợp để bảo vệ trang web của Green Bank cũng như Sugar Grove, khu vực giám sát West Virginia do NSA vận hành.  Khu vực này bao gồm một khu vực rộng 13.000 dặm vuông Anh (34.000 km2)     nơi các máy phát cố định phải phối hợp khí thải trước khi được cấp giấy phép.  Vùng đất được Ủy ban Truyền thông Liên bang dành riêng vào năm 1958.  Không có máy phát vô tuyến cố định được phép trong khu vực gần kính thiên văn nhất.  Tất cả các máy phát vô tuyến cố định khác bao gồm TV và đài phát thanh trong khu vực được yêu cầu truyền phát sao cho nhiễu ở ăng-ten được giảm thiểu bằng các phương pháp bao gồm công suất giới hạn và sử dụng ăng-ten định hướng cao.  Với sự ra đời của công nghệ không dây và bộ vi xử lý trong mọi thứ, từ máy ảnh đến ô tô, thật khó để giữ cho các trang web không bị nhiễu sóng radio.  Để hỗ trợ trong việc hạn chế nhiễu bên ngoài, khu vực xung quanh đài thiên văn Green Bank đã có lúc được trồng những cây thông đặc trưng bởi những cây kim có chiều dài nhất định để chặn nhiễu điện từ ở bước sóng mà đài thiên văn sử dụng.  Tại một thời điểm, đài quan sát phải đối mặt với vấn đề sóc bay Bắc Mỹ được gắn máy phát từ xa của Cơ quan bảo vệ động vật hoang dã của Mỹ. Hàng rào điện, chăn điện, điện tử ô tô bị lỗi và các thiết bị phát sóng vô tuyến khác đã gây ra rắc rối lớn cho các nhà thiên văn học ở Green Bank.  Tất cả các phương tiện trong khuôn viên đều được trang bị động cơ diesel để giảm thiểu sự can thiệp của hệ thống đánh lửa.